# Гела Шекіладзе
Гела Шекіладзе (груз. გელა შეყილაძე; нар. 14 вересня 1970, Батумі, Грузинська РСР) — грузинський футболіст, захисник.

## Клубна кар'єра
Розпочав професіональну кар'єру у 1989 році в складі тбіліського МЦОП, який виступав у Другій лізі СРСР. У складі тбіліського клубу зіграв 1 поєдинок. У 1990 році перейшов до ФК «Батумі», в футболці якого дебютував у першій лізі грузинського чемпіонату. Вже в своєму першому сезоні став основним гравцем динамівців. У сезоні 1996/97 років став бронзовим призером грузинського чемпіонату, а в сезоні 1997/98 років — віце-чемпіоном Грузії та володарем Кубка Грузії. Сезон 1997/98 років став останнім для Гели в «Динамо», в футболці якого він зіграв 239 матчів у грузинському чемпіонаті та відзначився 7-ма голами.
Влітку 1998 року Шекіладзе перейшов до першолігового бельгійського клубу «Лірс». У сезоні 1998/99 років у складі «Лірса» завоював Кубок Бельгії. Кольори «Лірса» захищав до завершення сезону 2001/02 років. Влітку 2002 року перейшов до друголігового бельгійського клубу «Руселаре», кольори якого захищав протягом одного року. У 2003 році перейшов до київського «Арсенала». У столичному клубі дебютував 3 серпня 2003 року в програному (2:4) виїзному поєдинку 5-го туру Вищої ліги чемпіонату України проти донецького «Металурга». Гела вийшов у стартовому складі та відіграв увесь матч. У складі столичних «канонірів» у вищій лізі зіграв 13 матчів, ще 3 поєдинки провів у кубку України. У 2004 році виступав також за першоліговий фарм-клуб «Арсенала», київський ЦСКА. У складі цього клубу дебютував 15 травня 2004 року в нічийному (1;1) домашньому поєдинку 29-го туру проти львівських «Карпат-2». Шекіладзе вийшов на поле на 46-ій хвилині, замінивши Володимира Анікеєва. Цей поєдинок виявився єдиним у футболці київського ЦСКА. По закінченні сезону виріщи завершити професіональну кар'єру.

## Кар'єра в збірній
У футболці національної збірної Грузії дебютував 30 березня 1997 року в переможному (7:0) товариському поєдинку проти Вірменії, який зіграли в Тбілісі. Протягом кар'єри брав участь у поєдинках кваліфікації Чемпіонату світу 1998 та Євро 2000. З 1997 по 2002 рік зіграв у складі збірної 22 матчі.

## Тренерська кар'єра
У 2007 році Гела Шекіладзе розпочав тренерську кар'єру, та став асистентом головного тренера молодіжної збірної Грузії. Одночасно з 2007 до 2011 року Шекіладзе очолював юнацькі збірні Грузії різних вікових груп. З 2011 року він працював асистентом Петара Шегрта в індонезійських клубах «Балі Девата» та «ПСМ Макассар». У 2013 році Шекіладзе став спортивним директором свого колишнього клубу «Динамо» (Батумі). З 2014 до 2015 колишній грузинський футболіст також працював асистентом головного тренера боснійського клубу «Звєзда». У 2015—2017 роках Шекіладзе знову працював асистентом Шегрта у збірній Афганістану, а в 2018—2020 роках у збірній Мальдівських островів. У 2022 році знову разом із Шегртом розпочав працювати у збірній Таджикистану. Після успішного виступу збірної у фінальному турнірі Кубка Азії на початку 2024 року таджицька футбольна федерація вирішила не продовжувати контракт із Шегртом, і вирішила призначити головним тренером збірної Шекіладзе.

## Статистика виступів

### Клубна
| Сезон   | Клуб              | Країна  | Змагання      | Матчі | Голи |
| ------- | ----------------- | ------- | ------------- | ----- | ---- |
| 1990    | ФК «Батумі»       | Грузія  | Ліга Еровнулі | 20    | 1    |
| 1991    | ФК «Батумі»       | Грузія  | Ліга Еровнулі | 18    | 0    |
| 1991/92 | ФК «Батумі»       | Грузія  | Ліга Еровнулі | 29    | 1    |
| 1992/93 | ФК «Батумі»       | Грузія  | Ліга Еровнулі | 30    | 1    |
| 1993/94 | ФК «Батумі»       | Грузія  | Ліга Еровнулі | 32    | 0    |
| 1994/95 | «Динамо» (Батумі) | Грузія  | Ліга Еровнулі | 25    | 1    |
| 1995/96 | «Динамо» (Батумі) | Грузія  | Ліга Еровнулі | 29    | 0    |
| 1996/97 | «Динамо» (Батумі) | Грузія  | Ліга Еровнулі | 28    | 1    |
| 1997/98 | «Динамо» (Батумі) | Грузія  | Ліга Еровнулі | 28    | 2    |
| 1998/99 | «Лірс»            | Бельгія | Ліга Жупіле   | 9     | 0    |
| 1999/00 | «Лірс»            | Бельгія | Ліга Жупіле   | 18    | 0    |
| 2000/01 | «Лірс»            | Бельгія | Ліга Жупіле   | 26    | 1    |
| 2001/02 | «Лірс»            | Бельгія | Ліга Жупіле   | 27    | 1    |
| 2002/03 | «Руселаре»        | Бельгія | Перша ліга    | 25    | 0    |
| 2003/04 | «Арсенал» (Київ)  | Україна | Прем'єр-ліга  | 13    | 0    |

## Досягнення
«Динамо» (Батумі)
- Ліга Еровнулі
  -  Срібний призер (1): 1997/98
  -  Бронзовий призер (1): 1996/97

- Кубок Грузії
  -  Володар (1): 1997/98

«Лірс»
- Кубок Бельгії
  -  Володар (1): 1998/99
- Суперкубок Бельгії
  -  Володар (1): 1999